# Franz Christian Brunatti
Franz Christian Brunatti (* 30. März 1768 in Danzig; † 31. Januar 1835) war ein deutscher Gynäkologe.

## Leben
Franz Christian Brunatti war der Sohn des Kaufmanns Jacob Brunatti und dessen Frau Anna Dorothea, geb. Dalmer. Sein aus einem Grafengeschlecht stammender Großvater Francesco di Brunatti hatte 1723 seine Heimatstadt Albesio bei Mailand verlassen und ließ sich in Danzig nieder. Hier vergrößerte er seine Familie und gründete ein Handelshaus.
Ab 1778 besuchte Franz Christian Brunatti die Lateinische Oberpfarrschule zu St. Marien und schrieb sich am 9. September 1784 als Schüler des Academischen Gymnasiums in Danzig ein, wo er im April des folgenden Jahres seine schulische Laufbahn fortsetzte. Von September 1790 bis 1793 studierte er in Jena Medizin bei Justus Christian Loder, Johann Christian Stark der Ältere, Christian Gottfried Gruner, hörte Carl Leonhard Reinhold (Philosophie), Friedrich August Göttling (Chemie), August Batsch (Botanik), Schütz (Literaturgeschichte) und Friedrich Schiller (Geschichte). 1793–1794 studierte er ein Semester in Würzburg bei Siebold (Chirurgie und Entbindungsmedizin), dann wieder 1794 in Jena, wo er bei Gruner promovierte (Historia cancri mammae notatu disignissimi per operationem feliciter curati). In Berlin vervollständigte Brunatti sein Studium an der Charité bei Walter. Dort machte er sein für Preußen gültiges Zweites Staatsexamen, denn Jena gehörte zu Sachsen-Weimar-Eisenach. Außerdem belegte er noch einen Kurs in Anatomie bei Walter, der für die Herstellung anatomischer Präparate berühmt war.
Sein Studium finanzierte er teils selbst, teils mithilfe eines Stipendiums von Verwandten. Sein Vater war nach einem Konkurs verarmt und unterstützte ihn nicht. Zudem war Brunatti nach Abschluss des Gymnasiums ohne die Zustimmung seiner Eltern zum Protestantismus konvertiert. Zu Anfang des Jahres 1796 kehrte Brunatti in seine Geburtsstadt zurück.
Ab 1801 war Brunatti Mitglied der Naturforschenden Gesellschaft in Danzig (NFG). Im Jahre 1802 heiratete er Caroline Elisabeth Schmidt, die bereits am 16. August 1805 an „Entkräftung“, wie im Kirchenbuch vermerkt, starb. 1809 heiratete er Anna Constantia, geb. Beyer, gesch. Thiel. Sie war ihm in den Jahren während und nach der napoleonischen Besetzung Danzigs eine große Stütze bei seinen ehrenamtlichen Tätigkeiten für die NFG. Einerseits ordnete Brunatti die durch die Kriegswirren zerrütteten Finanzen der NFG, andererseits organisierten und katalogisierten beide das Naturalienarchiv neu, damit es im  Museum der NFG wieder einen Platz finden konnte.
Nach zwei Ehen kinderlos geblieben, verstarb Brunatti am 31. Januar 1835, der nie in seinem Leben eine Mitteilung machte oder Gebrauch von dem Stande, dem er angehörte.

## Werk
Die humanistischen Ideale der Aufklärung hatte sich Brunatti schon in Jena zu Eigen gemacht. Dort herrschte unter den Studenten ein freisinniger Geist – natürlich beeinflusst durch die Professoren. Zum Ende des Jahres 1794 hörte Brunatti Vorlesungen des Mediziners Christoph Wilhelm Hufeland, der in Jena öffentlich für eine Armenfürsorge eintrat. Das Gedankengut Hufelands erfasste Brunatti und so begann er sein Berufsleben nicht als Leibarzt eines Fürsten oder Patriziers, sondern beschloss, sich der mühevollen Aufgabe der öffentlichen Gesundheitsfürsorge und  der Ausbildung von Hebammen zu widmen. Immer noch starben in Danzig bei der Geburt mehr als 50 % aller Neugeborenen – und der Mütter. Schon im Jahre 1796, aufgefordert und unterstützt von seinem ehemaligen Lehrer und Freund, dem Stadtphysikus und Mitglied der NFG Dr. E. Philipp Blech, begann er in privater Umgebung und in kleinem Umfang und zu geringer Gebühr, Hebammen (höchstens 3 Schülerinnen gleichzeitig) auszubilden, mit der Absicht, dass diese Unternehmung irgendwann zu einer öffentlichen Einrichtung werde. Zu Beginn gab es viele Schwierigkeiten, sei es, dass die Schülerinnen selbst den geringen Kostenbeitrag nicht leisteten, dass Unwilligkeit zu überwinden war, oder dass er mit ihnen bei Tag und Nacht, bei Wind und Wetter bereit sein musste, um zu Schwangeren oder Gebärenden zu kommen und Nothilfe zu leisten oder Geburten zu leiten.
Mit Unterstützung der NFG und durch den Danziger Senat ermuntert, in seinen Bemühungen nicht nachzulassen, konnte er schließlich nach vielen Anläufen die preußischen Behörden für  die  Errichtung einer Gebäranstalt in Danzig mit angeschlossener Hebammenausbildung gewinnen. Hiermit sollte die von ihm immer wieder hervorgehobene Notwendigkeit umgesetzt werden, dass die rein theoretische Ausbildung von Hebammen, wie sie bereits in Marienwerder existierte, nicht ausreichte, sondern mit der Praxis verbunden werden musste.
Das neue Institut sollte, wie die preußische Provinzregierung vorsah, die in Marienwerder schon für Westpreußen zuständige Hebammenschule ersetzen und für die gesamte Provinz Westpreußen und die Hansestadt Danzig wirksam werden.
1803 konnte von der preußischen Provinzverwaltung, im Zweiten Neugarten, einer Vorstadt im Westen von Danzig, ein geeignetes Gebäude erworben werden. Am 1. Dezember 1804 nahm Brunatti dort seine Arbeit als Lehrer und Arzt auf. Dem neuen Institut stand Dr. Müller – von den preußischen Behörden berufen – als Direktor vor, nachdem er schon Jahre vorher von der Provinz Westpreußen als zweiter Lehrer für die Schule in Marienwerder unter Vertrag genommen worden war. Seine Bereitschaft, seinen Wohnort nach Danzig zu verlegen, hatte die Provinz zur Vorbedingung für seine Berufung gemacht.
Zur Haushebamme des neuen Institutes stellte das Collegium Medicum der Provinz Westpreußen aus der großen Zahl der Bewerbungen – unter anderem von der bestehenden Hebammenschule in Marienwerder – eine von F. Ch. Brunatti privat ausgebildete Hebamme ein – was ihm seine Ausbildungsmethode bestätigte. Es ermunterte ihn auch, trotz gewisser seitens der Preußischen Provinzialregierung ihm und seinen Vorleistungen gegenüber gezeigter Zurückhaltung, nicht aufzugeben und die Errungenschaft über seine persönlichen Ambitionen zu stellen.
Leider währte die Zeit des neuen Instituts nur zwei Jahre und elf Monate. Der napoleonische Krieg erreichte 1806 auch Danzig und bis zur Kapitulation der Stadt im Jahre 1807 musste das gesamte Institut mehrmals umziehen – und wurde schließlich geschlossen.
Erst nach einer Wiedereröffnung im preußisch verbliebenen Elbing konnte dort am 10. April 1809 der Unterricht in erheblich eingeschränktem Umfang – dieses Mal ohne Dr. Brunatti und nur mit Dr. Müller – wieder aufgenommen werden. Eine Beteiligung Danzigs war nicht möglich, denn die Stadt war nach napoleonischem Diktat Freistadt geworden, mit hohen Abgaben an Frankreich belastet und bankrott.
Brunatti blieb bis zum Ende des Krieges in Danzig wohnhaft, wo er als freier Arzt praktizierte sowie Dienst in den Lazaretten verrichtete. Am 1. April 1816, nach dem Tod von Dr. Müller, bot ihm, auf Initiative und Vorschlag des Königlichen Hofes in Berlin, die preußische Provinzregierung die Direktion des Instituts an. Brunatti nahm an und zog nach Elbing um. Er reorganisierte die Schule, ließ sie restaurieren, erweitern und die Hygiene verbessern. Das Institut bekam ein neues Antlitz.
Ende des Jahres 1816, nachdem Preußen wieder Einfluss in Danzig gewonnen hatte, wurde von den Behörden die Rückverlegung des Instituts nach Danzig beschlossen und am 1. Juni 1819 als Königliches Provinzial Hebammen- und Entbindungsinstitut im Langgarten 33 wiedereröffnet.
Die Anstalt entfaltete sich bis zum Jahre 1835 ungestört. Sie blühte auf und wurde deutschlandweit bekannt. Nach seinem Tode hinterließ Brunatti, der kinderlos geblieben war, sein Vermögen einer Stiftung zur Verpflegung und Ausbildung von hilfsbedürftigen Kindern, die von Danziger Müttern im Institut geboren worden waren.
In den Jahren 1825–1830 veröffentlichte er über die Danziger Hebammen-Lehranstalt eine Reihe medizinischer Fachartikel und Jahresberichte im Magazin Journal für Geburtshilfe, Frauenzimmer und Kinderkrankheiten, herausgegeben von seinem Freund und Kommilitonen in Würzburg, Adam Elias von Siebold. Sein Nachfolger wurde dessen Sohn Carl Theodor von Siebold.
Der Leiter der Hebammen-Lehranstalt (bis 1929) Dr. Rudolf Köstlin schrieb 1906 in einer Veröffentlichung der NFG Danzig über den Gründer des Institutes:
Ein Vermächtnis von ihm, welches noch in der Gegenwart segensreich wirkt, ist die Brunatti’sche Stiftung: Die Zinsen eines Kapitals von 129 800 Mk werden für Kinder verwendet, welche in der Hebammen-Lehranstalt geboren werden, und deren Mütter aus Danzig oder dessen Territorium stammen. Voraussetzung ist Hilfsbedürftigkeit der Eltern oder Mütter, bzw. deren Unvermögen, Schul- und Lehrgelder, sowie die Kosten zur Erlernung eines Gewerbes zu bestreiten.
Das Institut zog 1920 in den Danziger Vorort (heute Stadtteil) Langfuhr um, wo es heute noch wirksam ist.